# Маргіта
Маргіта (рум. Marghita) — місто у повіті Біхор в Румунії, що має статус муніципію. Адміністративно місту підпорядковані такі села (дані про населення за 2002 рік):
- Генетя (800 осіб)
- Кец (1145 осіб)

Місто розташоване на відстані 435 км на північний захід від Бухареста, 43 км на північний схід від Ораді, 115 км на північний захід від Клуж-Напоки.

## Населення
За даними перепису населення 2002 року у місті проживала 17 291 особа.
Національний склад населення міста:
| Національність            | Кількість осіб | Відсоток |
| ------------------------- | -------------- | -------- |
| румуни                    | 9167           | 53,0%    |
| угорці                    | 7468           | 43,2%    |
| цигани                    | 485            | 2,8%     |
| словаки                   | 82             | 0,5%     |
| німці                     | 33             | 0,2%     |
| росіяни-липовани          | 9              | 0,1%     |
| українці                  | 3              | < 0,1%   |
| італійці                  | 3              | < 0,1%   |
| євреї                     | 2              | < 0,1%   |
| серби                     | 1              | < 0,1%   |
| не вказали національність | 30             | 0,2%     |

Рідною мовою назвали:
| Мова                  | Кількість осіб | Відсоток |
| --------------------- | -------------- | -------- |
| румунська             | 9166           | 53,0%    |
| угорська              | 7907           | 45,7%    |
| циганська             | 73             | 0,4%     |
| словацька             | 71             | 0,4%     |
| німецька              | 22             | 0,1%     |
| російська             | 11             | 0,1%     |
| італійська            | 3              | < 0,1%   |
| українська            | 2              | < 0,1%   |
| єврейська (їдиш)      | 1              | < 0,1%   |
| не вказали рідну мову | 30             | 0,2%     |

Склад населення міста за віросповіданням:
| Релігія                                       | Кількість осіб | Відсоток |
| --------------------------------------------- | -------------- | -------- |
| православні                                   | 8118           | 46,9%    |
| реформати                                     | 5152           | 29,8%    |
| римо-католики                                 | 2490           | 14,4%    |
| п'ятдесятники                                 | 525            | 3,0%     |
| греко-католики                                | 445            | 2,6%     |
| баптисти                                      | 425            | 2,5%     |
| адвентисти                                    | 16             | 0,1%     |
| не релігійні                                  | 10             | 0,1%     |
| бретрени                                      | 8              | < 0,1%   |
| мусульмани                                    | 6              | < 0,1%   |
| унітарії                                      | 5              | < 0,1%   |
| лютерани                                      | 5              | < 0,1%   |
| атеїсти                                       | 3              | < 0,1%   |
| юдеї                                          | 2              | < 0,1%   |
| лютерани (Синодально-пресвітеріанська церква) | 1              | < 0,1%   |
| лютерани (Аугсбурзького сповідання)           | 1              | < 0,1%   |
| не вказали релігію                            | 49             | 0,3%     |

## Зовнішні посилання
- Дані про місто Маргіта на сайті Ghidul Primăriilor [Архівовано 20 вересня 2012 у Wayback Machine.]